# Райли Стийл
Райли Стийл (на английски: Riley Steele) е американска порнографска актриса и екзотична танцьорка.

## Ранен живот
Родена е на 26 август 1987 г. в Сан Диего, щата Калифорния, САЩ, но израства в град Ескондидо, Калифорния.
Работи в „Старбъкс“ и в снек бар на голф игрище.

## Кариера
Започва кариерата си в порнографската индустрия след като се среща по време на едно от представянията на порнографския филм „Пирати“ с Джеси Джейн, която ѝ дава съвет да се пробва в порнобизнеса. Райли Стийл се свързва със собственика на продуцентската компания Диджитъл Плейграунд, за която работи и Джейн и още същия ден подписва първия си ексклузивен договор с тази компания. Първата ѝ секс сцена е във филма „Пирати 2: Отмъщението на Стагети“ от 2008 г.
През януари 2011 г. е водеща на церемонията по връчване на наградите на AVN заедно с друга порнографска актриса – Тори Блек.
В началото на 2013 г. изтича договорът ѝ с „Диджитъл Плейграунд“ и тя спира със снимането на филми за около шест месеца, в които се отдава на пътувания и на личния си живот. През септември същата година подписва ексклузивен двегодишен договор с компанията „Аксел Браун Продакшън“, предвиждащ водещи роли за нея в редица високобюджетни филми. Първият ѝ филм за тази компания е „Riley Goes Gonzo“. През октомври 2015 г. Стийл подписва нов договор с „Аксел Браун Продакшън“ за срок от една година.
През декември 2015 г. сключва договор с компанията „The Lee Network“, която да я представлява в кариерата ѝ на екзотична танцьорка.

## Мейнстрийм изяви
Участва като актриса в хорър филма „Пираня 3D“, както и в телевизионните сериали „Живот на върха“ и „NTSF:SD:SUV“.
Снима се във видеоклипа на песента „Girls Don't Like Short Men“ на рапъра Rapper Consonance.
На 7 май 2010 г. участва заедно с редица други порноактьори в 14-ия благотворителен голф турнир и благотворителния търг в памет на Скайлър Нийл в Сими Вали, Калифорния, на които се събират средства за финансиране на борбата с детски заболявания.
Участва в кампания на асоциацията за борба с детска порнография, наречена „Асоциация на сайтовете, застъпници за закрила на децата“ (на английски: Association of Sites Advocating Child Protection, ASACP), която работи съвместно с митническата служба на САЩ и ФБР за прилагането на законите за борба срещу детската порнография. Заедно с Тори Блек правят специално видео обръщение в подкрепа на борбата с детската порнография и напомнят на всички родители да защитят своите деца от порнографските сайтове в Интернет.

## Награди и номинации
Носителка на награди
- 2011: AVN награда за кросоувър звезда на годината.[19][20]
- 2011: AVN награда за най-добра сцена с групов секс само с момичета – „Телесна топлина“ (с Джеси Джейн, Кейдън Крос, Кацуни и Рейвън Алексис).[19][20]
- 2011: AVN награда за най-дива секс сцена (награда на феновете) – „Телесна топлина“ (с Джеси Джейн, Кейдън Крос, Кацуни и Рейвън Алексис).[19][20]
- 2011: XBIZ награда за кросоувър звезда на годината.[21][20]
- 2011: XRCO награда за любима мейнстрийм звезда.[20][22]
- 2012: AVN награда на феновете за най-добро тяло.[23][24][20]
- 2012: AVN награда на феновете за любима порнозвезда.[23][24][20]
- 2012: AVN награда на феновете за Туитър кралица.[23][24][20]
- 2012: AVN награда за най-гореща секс сцена – „Бавачки 2“ (с Кейдън Крос, Мануел Ферара, Биби Джоунс, Стоя и Джеси Джейн).[23][24][20]
- 2012: NightMoves награда за най-добро тяло (избор на феновете).[25]
- 2013: AVN награда на феновете за любимо тяло.[26]
- 2013: AVN награда на феновете за любима порнозвезда.[26]
- 2013: XBIZ награда за най-добра сцена само с момичета – „Майки и дъщери“ (с Джеси Джейн, Кейдън Крос, Селена Роуз и Вики Чейс).[27]
- 2013: The Sex награда за най-добро тяло в порното.[28]
- 2013: The Sex награда за перфектна двойка на сцената – момиче-момче (с Ерик Евърхард).[28]
- 2013: NightMoves награда за най-добро тяло (избор на феновете).[29]
- 2014: AVN награда на феновете за любима порнозвезда.[30]
- 2014: XBIZ награда за най-добра сцена в игрален филм – „Кодекс на честта“ (с Джеси Джейн, Стоя, Кейдън Крос, Селена Роуз и Мануел Ферара).[31]
- 2014: NightMoves награда за най-добро тяло (избор на феновете).[32]
- 2015: AVN награда на феновете за любима порнозвезда.[33]
- 2015: NightMoves награда за най-добро тяло (избор на феновете).[34]
- 2016: XBIZ награда за най-добра актриса – пародийна продукция – „Барбарела ХХХ“.[35]
- 2016: NightMoves награда за най-добро тяло (избор на феновете).[36]
- 2017: NightMoves награда за най-добро тяло (избор на феновете).[37]

Номинации за награди
- 2008: Номинация за CAVR награда за MVP на годината.[38]
- 2010: Номинация за AVN награда за най-добра нова звезда.[20]
- 2010: Номинация за AVN награда за най-добра секс сцена с трима участници – за сцена от филма „Медицински сестри“ заедно с Мануел Ферара и Джеси Джейн.[20]
- 2010: Номинация за AVN награда – най-добра групова секс сцена – за сцена от филма „Медицински сестри“ заедно с Шай Джордан, Ерик Евърхард, Катсуни, Стоя и Джеси Джейн.[20]
- 2010: Номинация за XBIZ награда за нова звезда на годината.[39]
- 2010: Номинация за XRCO награда за нова звезда.[40][20]
- 2010: Финалистка за F.A.M.E. награда за любима нова звезда.[41]
- 2010: Финалистка за F.A.M.E. награда за най-горещо тяло.[41]
- 2010: Номинация за NightMoves награда за най-добра изпълнителка.[42]
- 2010: Номинация за XFANZ награда за нова звезда на годината.[43]
- 2011: Номинация за AVN награда за най-добра актриса – за актьорската ѝ игра във филма „Райли Стийл: Изпълнена с любов“.[20]
- 2011: Номинация за AVN награда за най-добра секс сцена с трима участници – за сцена от филма „Райли Стийл: Бар Пуси“ заедно с Джеймс Дийн и Скот Найлс.[20]
- 2011: Номинация за AVN награда за изпълнителка на годината.[20]
- 2011: Номинация за XBIZ награда за изпълнителка на годината.[44]
- 2012: Номинация за AVN награда за най-добра секс сцена с трима участници – за сцена от филма „Масажист 4“ заедно с Ерик Евърхард и Скот Найлс.[20]
- 2012: Номинация за AVN награда за най-добра групова секс сцена – за сцена от филма „Бавачки 2“ заедно с Кайден Крос, Мануел Ферара, Биби Джоунс, Стоя и Джеси Джейн.[20]
- 2012: Номинация за AVN награда за най-добра групова секс сцена – за сцена от филма „Топ оръжия“ заедно с Кайден Крос, Томи Гън, Саша Блиу, Стоя и Джеси Джейн.[20]
- 2012: Номинация за AVN награда за Туитър кралица.[23][24][20]
- 2012: Номинация за XBIZ награда за изпълнителка на годината.[45]
- 2013: Номинация за Exxxotica Fannys награда за най-ценна вагина (изпълнителка на годината).[46]
- 2013: Номинация за NightMoves награда за най-добро тяло.[47]

Други признания
- 2010: Списание Cheri: курва на месец декември.[48]